# Ідеальний тепловий контакт
Ідеальним називається такий тепловий контакт поверхні тіла з оточуючим середовищем (конвективний теплообмін із газом чи рідиною) або з іншим тілом, коли температури дотичних поверхонь однакові. Умови ідеального теплового контакту також іноді називають граничними умовами 4-го роду.

## Умови ідеального теплового контакту
Ідеальний тепловий контакт передбачає, що на граничній поверхні {\displaystyle A} має місце рівність температур
{\displaystyle T{\big |}_{A}=T_{c}{\big |}_{A}}
та рівність теплових потоків
{\displaystyle -\lambda {\frac {\partial T}{\partial n}}{\bigg |}_{A}=-\lambda _{c}{\frac {\partial T_{c}}{\partial n}}{\bigg |}_{A}\,}
де {\displaystyle T,~T_{c}} — температура тіла і дотичного середовища (або тіла), відповідно; {\displaystyle \lambda ,~\lambda _{c}} — коефіцієнт теплопровідності тіла і дотичного ламінарного підшарку (або тіла), відповідно; {\displaystyle n} — нормаль до поверхні {\displaystyle A}.
Якщо на граничній поверхні {\displaystyle A} є джерело тепла, обумовлене, наприклад, тертям ковзання, остання рівність набуває вигляду
{\displaystyle -k{\frac {\partial T}{\partial n}}{\bigg |}_{A}+k_{e}{\frac {\partial T_{e}}{\partial n}}{\bigg |}_{A}=q\,}
де {\displaystyle q} — потужність теплоутворення на одиницю площі.